# Страдомка
Страдомка (пол. Stradomka, Żarnów) — річка в Польщі, у Ченстоховському повіті Сілезького воєводства. Ліва притока Варти (басейн Балтійського моря).

## Опис
Довжина річки 19,5 км, найкоротша відстань між витоком і гирлом — 17,67 км, коефіцієнт звивистості річки — 1,11 . Площа басейну водозбору 256,8 км².

## Розташування
Бере початок на північно-східній стороні від села Херби ґміни Бляховня. Тече переважно на північний захід через міста Бляховня, Ченстохова і впадає у річку Варту, праву притоку Одри.
Притоки: Потік Олександрія, Конопка (праві); Горжеланка (ліва).
Населені пункти вздовж берегової смуги: Гнашин, Страдом.

## Цікаві факти
- Річки Вісла та Варта оспівані у гімні Польщі.
- У місті Бляховня річка пропливає через озеро Бляховня.[1]
- У місті Ченстохова на лівому березі річки розташований Ясногурський римо-католицький монастир, у якому зберігаєть Ченстоховська ікона Божої Матері.
- У пригирловій частині річка протікає через парк П'ястив.